# عشقوان
عشقوان یک روستا در ایران است که در دهستان خوارتوران شهرستان شاهرود واقع شده‌است. عشقوان ۱۳۳ نفر جمعیت دارد.